# Nelson Acosta
Nelson Bonifacio Acosta López (Paso de los Toros, 12 giugno 1944) è un allenatore di calcio ed ex calciatore uruguaiano con passaporto cileno.

## Carriera

### Calciatore
Nel 1969 debutta nella squadra uruguaiana dell'Huracán Buceo. Nel 1971 passa al Peñarol dove passa anni di successo, vincendo 3 titoli nazionali in 5 stagioni. Nel 1977 si trasferisce in  Cile, al CD Everton, poi all'O'Higgins e al Fernández Vial nel 1984, prima di ritirarsi nel Lota Schwager.

### Allenatore
La carriera da allenatore di Acosta parte in Cile, vincendo nel 1992 e nel 1993 la Coppa del Cile con l'Unión Española. Nel 1996 viene nominato allenatore della nazionale di calcio cilena al posto di Xabier Azkargorta, ottenendo la qualificazione a Francia 1998, tornando al mondiale dopo 16 anni. Nel 2000 vince la medaglia di bronzo ai Giochi della XXVI Olimpiade con il Cile Under-23. Il suo rendimento insoddisfacente nelle qualificazioni per Corea del Sud-Giappone 2002 causa il suo esonero. Ottenuti i titoli di Apertura 2003 e Clausura 2004 alla guida del Cobreloa, nel  2005, viene di nuovo chiamato in nazionale dopo l'esonero di Juvenal Olmos. Il 3 giugno il suo CD Everton vince a sorpresa il Campionato di Apertura 2008 dopo 32 anni senza vittorie.

## Palmarès

### Giocatore
- Campionato cileno: 3

1973, 1974, 1975

### Allenatore

#### Club
- Coppa del Cile: 2

1992, 1993
- Campionato cileno: 3

Apertura 2003, Clausura 2004, Apertura 2008

#### Nazionale
- Bronzo olimpico: 1

Sydney 2000